# 打瀬網漁

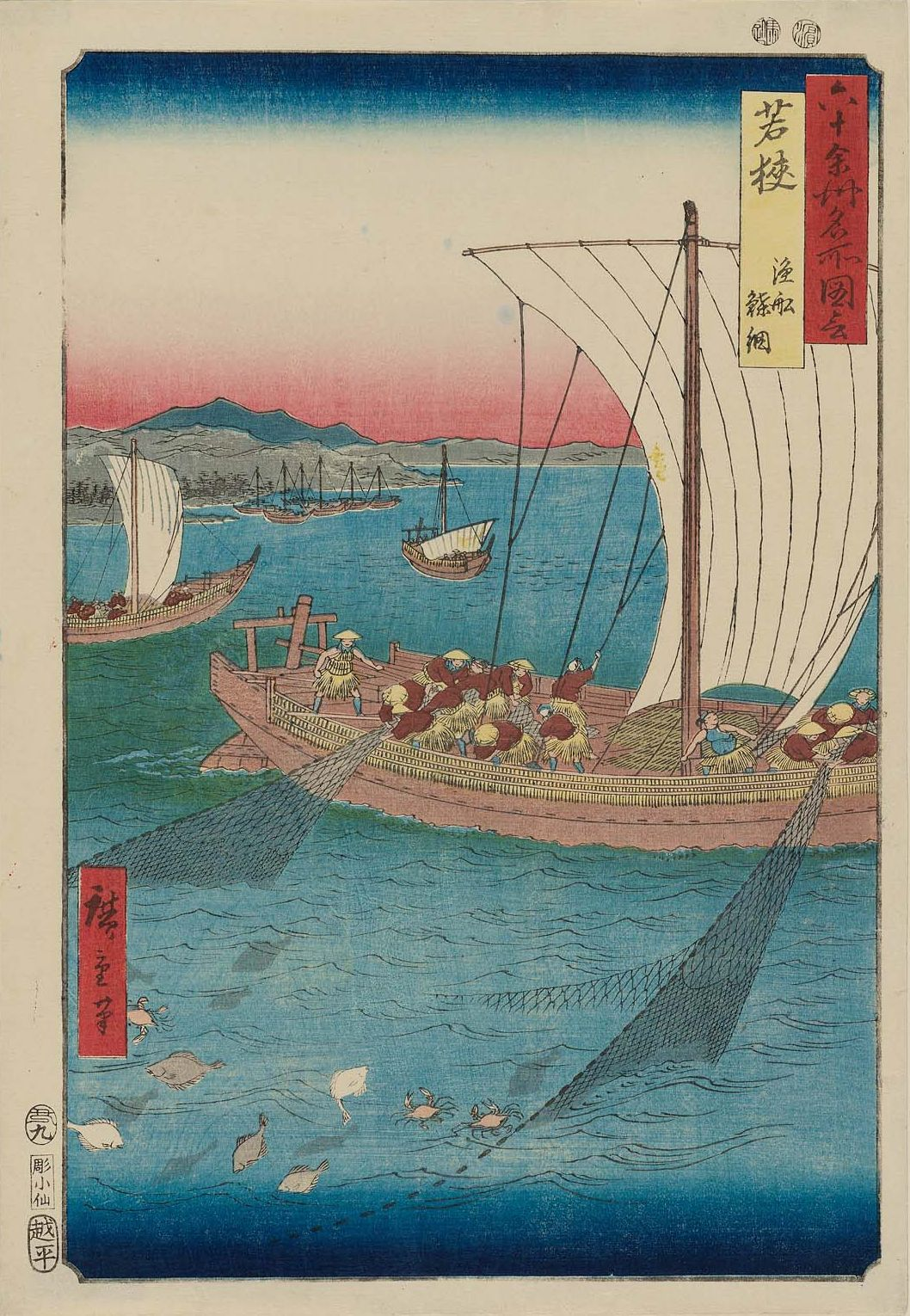
歌川広重『六十余州名所図会』(1853～1856年)30若狭 漁船 鰈網 帆の左右の縁に付ける「両方綱」が描かれている。網の中にカレイと蟹が描かれている。『日本山海名産図会』(1799年)の若狭鰈網の説明には、「若狭、越前、敦賀の漁師が手繰網を用いて、30里沖の50尋の深さの鰈場で、30石斗の船に12～13人乗り込み左右に分かれ、帆を横に掛けその力を借りて網を引く。網に浮子（アバ）と沈子（イワ）を付けて網口を広げる。混獲されるものは蟹が多い。」と書かれている。また、『福井県史 通史編3 近世一』(1994年)には、敦賀川向の両浜の漁師たちは「羽賀瀬船」（天渡（てんと）船 ）を使用して沖手繰網や底延縄の漁をしていたと書かれている。他方、『福井県史 通史編4 近世二』(1996年)には、若狭で打瀬網が曳かれた史料は無く、また、越前では干満が小さいため干潟ができず、ウニは潜水で捕獲するので『日本山海名産図会』の若狭鰈網と越前海膽の二つの漁法は、太平洋や瀬戸内海などの漁労風景を写したものだろうと指摘している。

打瀬網漁（うたせあみりょう）とは、漁船に1枚または複数の風帆などを船体に対して平行に張り、風や潮流の力で船を横に滑らせながら水底や水中に入れた網を引いて魚介類を漁獲する日本独得の漁法のことである。主にクルマエビ、カレイ、スズキ、カニ（ガザミ等）などの低着魚介やシラウオ、ワカサギなどの淡水魚を漁獲する際に用いる。漁法を分類する観点では、艪漕ぎによる網引きをこれに含め、打瀬網漁は、風や潮流、艪槽ぎの力で網を引く漁法を指す。

## 概要
打瀬網漁は、引網漁もしくは繰網類の一種であり、江戸時代中期に若狭湾や大阪湾で「手繰網」から生まれ、主に江戸末期から明治にかけて、その中のひとつである「帆打瀬」が、瀬戸内海や大阪湾、三河湾、伊勢湾から全国へ新しい能率漁法として広まった。「手繰網」は、海底に入れた袋網を、錨で止めた船から手で引き寄せる漁法、若しくは、その際に使用する漁網のことであるが、後に、艪漕ぎによって網を引く「漕ぎ網」、潮帆で引く「潮打瀬」、風帆で引く「帆打瀬」を生み、動力機関（エンジン）とスクリュープロペラで網を引き廻す「小型底びき網」に発展した。これらの中で「漕ぎ網」と「潮打瀬」および「帆打瀬」が打瀬網漁である。「漕ぎ網」と「潮打瀬」は、小型船での引網漁や、海流や潮流が速い漁場での底引網漁や、風が無い時に帆打瀬の代わりに使用されることが多い漁法であり、通常は、打瀬網漁（打瀬網）といえば「帆打瀬」のことを指している。また、帆打瀬を行うための漁船を「打瀬船」という。
打瀬網漁は、帆の枚数や引く袋網の数などにより、多様な形態を派生した。両袖網を付けた大型の袋網を1つ引く打瀬網漁を「一条網」といい、張竹（桁、ビーム）を付けた小型の袋網を複数引く「備前網（漏斗網（じょうごあみ））」や、鉄の爪を櫛状に並べた木枠または鉄枠を網口に付けた「桁網」などと区別する。帆の種類は前出のように潮帆と風帆があり、帆の数は船体の大きさによって補助帆を含め、1枚から最多で9枚まである。
大正以降、太平洋戦争（第二次世界大戦）後にかけて、動力機関（焼玉エンジンや石油発動機など）を付けた打瀬船が次第に増えて、出港や帰港時にエンジンで移動し、網引き時は帆走する操業方式が一般的になった。太平洋戦争の終戦後、小型ディーゼルエンジンの普及がはじまり、さらに、網引きが風帆からエンジンに移り変わり、帆を上げて横滑りで網を曳く打瀬船の姿は次第に見られなくなった。打瀬網漁は、昭和中期は盛んであったが、同期の後半から昭和50年頃にかけて衰退していった。
艪漕ぎで網を引く「漕ぎ網」は、「手繰網」から発展した引網漁であることから、「漕ぎ打瀬」または「艪打瀬」とも呼ばれ、打瀬網漁の一つに含められている。しかし、打瀬網漁の大きな特徴は、漁船を横滑りさせながら網を引くことなどであり、「漕ぎ網」は、網引きが漕力(人力)である点と網引きの方向が船の前方、つまり、縦方向である点が「潮打瀬」「帆打瀬」と異なる。

### 手繰網の発展
「手繰網（手繰）」は、「底引網」及び「底引寄せ網」の一種であり、袋網1条と両翼になる袖網2枚等からなる漁網、または、この網を使用する漁法のことである。平安末からあるとされ、江戸期に打瀬網を生み、昭和に小型底引網に発展するという経過をたどり、昭和27年に法規の規定もできたため、以下の三つの意味や使われ方が見られる。なお、江戸期の古文書に「手繰網」や「新法之手繰網」などの表記が既にあった事が判っている。
- 「手繰」または「手繰網」と表記して、海底に入れた網を手で引き寄せる伝統漁法、または、この漁法に用いる漁網を指す。

- 「手繰」または「手繰漁業」と表記して「動力漁船による小型機船底びき網漁業」を指す。同時に、網を船の進行方向に縦引きする漁法とし、横引きの打瀬漁業と区別する[33]。

- 広義に、単に「底引網」を指す。

「手繰網」（又は「手操網」、読みは「テグリアミ」又は「タグリアミ」で、転じて「テングリ」と呼ぶ地域もある。）は、古くからあり、概要で触れたように海底に入れた袋網を錨で止めた船から手で引き寄せ、海底を網引きする伝統漁法で、地引き網が陸岸から離れ船引きに転じたものと言われている。日本各地で操業され、「吾知網」や「イカ巣網」、「こませ網」もこの漁法の一種とされている。後に、錨による船止めから、艪漕ぎや潮受帆、風帆を使用して、積極的に網を引く「打瀬網漁」を生み、その元となった。さらに、風帆を使う「打瀬船」が、エンジンを搭載して「小型底引網」や外洋での「深海底ひき網」、「2そう曳」へと発展した。このような経過から、「手繰（網）」は、単に「底引網」のことを意味し指す場合がある。一方、法律上では、漁業法に関する昭和27年の「小型機船底びき網漁業取締規則」の第一条で、その「分類の名称」の一部に「手繰」の言葉が用いられ、「総トン数15トン未満の動力漁船により縦引きで底びき網を使用して行う漁業の一分類（横引きの打瀬漁業と区別する。）」となっている。以上のため、「手繰（網）」は、平安、近世からの手で網を引き寄せる「伝統漁法」等を指す場合と、昭和27年の法規に従って近代的な「動力漁船による小型機船底びき網漁業」を指す場合と、広義に単に「底引網」を指す場合がある。
伝統漁法の「手繰網」
使用する船は艪漕ぎの小型船で、漁夫2人から3人で乗り込み、岸からあまり遠くない藻場や平坦な砂泥質の海底で水深約150メートル（約100尋）までの沿岸域で操業されることが多い小規模な「沖漁」である。使われる漁具等は、船を止める錨と錨綱、引綱の目印とする浮き樽（火樽ともいう。夜間操業では松明やカンテラを付ける。）、袖網2枚と網口に浮子（アバ）と沈子（イワ）を付けた袋網1条、袋網と船をつなぐための引綱2本である。手順は、先ず、引綱を繋いだ浮き樽を（潮下の）海面に浮かべる。（または、縄の端に石を結んで海底に落とし、これを引綱を繋いだ浮き樽に結び付け、樽を海面に浮かべ石で止める。あるいは、浮き樽に錨綱と引綱を結びつけて、錨を下ろして、樽を海面に浮かべ錨で止める。）そして、沖の（潮上の）漁場に向かって大きな円を描きながら艪で漕ぎ進んで引綱を伸ばし、続いて、袖網、袋網の順に並び入れる。次に、浮き樽を目標に磯へ引き返し、同じく円を描きながら袖網、引綱を並び入れ、浮き樽と付いている引綱を海面から取り上げ、船を錨で止める。2本の引綱を舳と艫に別れて調子を合わせて引き、袋網を海底から離れないように引き寄せた後に、船上に袋網を引き揚げるものである。イワシ、シラス、イカナゴ、アジ、カレイ、テナガダコ、ウシノシタ、デベラ、メダカ、ハゼ等が漁獲される。
播磨の「手繰網」
明治30年、神戸の和楽園（わらくえん）で開催された第2回水産博覧会に出展された、兵庫県の漁法をまとめた「兵庫県漁具図解」（関西学院大学図書館所蔵）の中の播磨国明石郡林崎村ノ内林村の「手繰網」は、その使用法の説明で「艪漕ぎ」による「漕ぎ網」の方法が書かれており、題名は「手繰網」であるが、船の錨止め等を行う伝統漁法の「手繰網」ではない。なお、漁獲対象はアブラメ、ベラ、小エビ、メイタ、カレイ、メバル、アナゴ等で、漁期は9月から翌年4月、漁場は沖合水深約3～100尋（約4～150メートル）、船に乗り込む漁夫は2人で、艪漕ぎで5～6町（約550～650m）網を曳いた後、網を揚げるものである。
但馬の「手繰網」
同じく、「兵庫県漁具図解」の中の但馬国城崎郡港村ノ内気比村の「手繰網」は、その使用法の説明で「筵の潮受帆」による「潮打瀬」の方法が書かれており、題名は「手繰網」であるが、船の錨止め等を行わず、潮帆で網引きをする。なお、漁獲対象は鯛で、漁期は5月中旬から7月下旬、漁場は沖合約3里（約5.6キロメートル）で水深30～45尋（45～68メートル）、船に乗り込む漁夫は3人で、浮き樽を使用し、引綱と袖網と袋網を海底に廻し入れるものである。
愛媛の「 手操雑魚小網」
「愛媛県史 民俗 上」（昭和58年(1983)3月31日発行）の「漁業」の「漁具・漁法①」の項に取り上げられている「手操雑魚小網」は、その漁法は「（前略）海中に網を下ろし、潮に従って風を帆に受ける。片方の手繩を船の艫に取り、もう片方の手繩を舳に取り、東より西に網を引くことあり、逆に西より東に網を引くこともある。その運行距離が海路2～3里（3.7～5.6キロメートル）に及び、始めて帆をおろし双方の手繩を操り上げ船に入れる。鰈、「魚へんに豕」、鮧、鰣、鰻など数種の魚を網の袋から手網または籠ですくいあげる。」ものである。つまり、名称は「手操雑魚小網」であるが、説明文では「帆打瀬」の漁法が書かれており、この場合の「手操」とは、伝統漁法の「手繰網」ではなく、具体的には「帆打瀬」を指している。
羽後の「沖手繰網」
1912年(大正元年)10月20日に農商務省水産局が発行した『日本水産捕採誌』では、羽後（現秋田県の大部分と山形県の一部）の「沖手繰網」は、通常風帆で網引きが行われるが、風や潮の具合で潮帆、又は、艪漕ぎによって網引きをするとされる。つまり、この場合、題名は「沖手繰網」となっているが、船の錨止め等を行う伝統漁法の「手繰網」ではなく、「風帆」や「潮受帆」、又は、「艪漕ぎ」で網を引く打瀬網漁の要素が強いものである。なお、漁期と対象魚は無く、漁場は沖合水深約40～130尋（約60～200メートル）、船に乗り込む漁夫は8人から10人で、浮き樽を使用し、引綱と袖網と袋網を海底に廻し入れるものである。

### 打瀬網の範囲
概要で触れたように、「打瀬網（打瀬）」（「爲打」と書くこともある。）には、狭義や広義の意味があり、以下の三つの意味や使われ方が見られる。なお、明治の新政府が推し進めた近代化（明治維新）の一環として、国内の漁業慣行の調査が開始され、内国勧業博覧会や水産博覧会でその調査結果が発表され、その中に多数「打瀬網」（具体的には「帆打瀬」の漁法）が取り上げられているが、江戸時代の古文書には「打瀬網」の言葉は見受けられない。
- 広義には、手繰網に由来する「漕ぎ網」と「潮打瀬」と「帆打瀬」を指す。
- 狭義には、「船を横流しする底引網」つまり「潮打瀬と帆打瀬」を指す。
- 一般的には（もっとも狭義に）、「帆打瀬」のみを指す。

「打瀬（網）」は、江戸期に「手繰網」から生まれ、江戸後期から明治にかけ急激に「帆打瀬」が全国に広まり進歩し、昭和に入り小型底引網に発展するという経過を経たため、以上の三つの意味や使われ方がある。明治期の公用文においても「もっとも狭義に「帆打瀬」のみを指す」ことが通常になっている。明治30年の大日本水産会兵庫支会編集・刊行「兵庫県漁具図解」と、大正元年の農商務省水産局『日本水産捕採誌 全』に取り上げられている「打瀬網」は、以下のとおりである。
「兵庫県漁具図解」の打瀬網の一覧
名称 漁法 網の形状
「摂津国の打瀬網」 帆打瀬 一条網(張竹付き)
「播磨国のウタセ網」 帆打瀬 一条網 (張竹付き)
「淡路国の打瀬網」 帆打瀬 一条網 (張竹付き)
「摂津国のアイノコ網」帆打瀬 一条網
「摂津国の漏斗網」 帆打瀬 一条網 (張竹付き)
「播磨国の為持網」 帆打瀬 一条網
「但馬国の沖曳網」 帆打瀬 一条網
「日本水産捕採誌 全」の打瀬網の一覧
名称 漁法 帆数 漁夫数 網の形状 対象魚
「紀伊地方に於ける打瀬網」 帆打瀬 3枚 4人 一条網(モドリ付き) 鱧、烏賊、魴鮄、甘鯛等
「豊前地方に於ける打瀬網」 帆打瀬 1枚 3人 一条網 目張、鱮（たなご）
摂津の「アイノコ網」と「漏斗網」
「兵庫県漁具図解」の摂津国川邊郡尼崎町の「アイノコ網」は、その使用法の説明で「艫と舳に引綱を掛けて帆走する」と書かれ、「帆打瀬」の方法が書かれている。この「アイノコ網」とは、具体的には「帆打瀬」を指している。なお、引かれる袋網には、魚が上方へ逃げるのを防ぐ雲網（天井網）や、袋からの脱出を防ぐため袋内に漏斗網の構造を持っている。漁獲対象はヒイカ、ハモ、エビで、漁期は4月から6月、漁場は沖合約1～3里水深7～10尋、漁船に乗り込む漁夫は2人で、引綱を約30尋延ばし、風に従い帆走した後に網を揚げると書かれている。
また、「漏斗網」の漁に使われる袋網は、張竹（桁、ビーム）を付けたもので、同じく「帆打瀬」であり、以外は「アイノコ網」と同じである。
播磨の「為持網」
同じく、「兵庫県漁具図解」の播磨国飾磨郡家島村ノ内真浦の「為持網」は、その使用法の説明で「網を下し、帆を張り、船を横向きに進行させる」と書かれ、「帆打瀬」の方法が書かれている。この「為持網」とは、具体的には「帆打瀬」を指している。なお、漁獲対象はエビ、雑魚で、漁期は5月から12月、漁船に乗り込む漁夫は3人で、艫と舳の「遣り出し」に引網をつなぐものである。
但馬の「沖曳網」
同じく、「兵庫県漁具図解」の但馬国美方郡濱坂町の「沖曳網」は、その使用法の説明で「風帆」を利用する「帆打瀬」の方法が書かれている。この「沖曳網」とは、具体的には「帆打瀬」を指している。なお、漁獲対象はカレイ、蟹で、漁期は11月から翌年3月下旬、漁場は沖合約9里で水深100～130尋、漁船に乗り込む漁夫は8人、帆走りで船を横に進めて網を引くものである。

## 他の漁法との摩擦
「帆打瀬」の漁法では、上手回し（タッキング）などの操船の工夫、舵の大型化やズンド水押などの船型の進化、船体の大型化、西洋帆船の縦帆（ガフセイルなど）の導入によって、横風・向風での帆走能力を大きく向上させ、操業できる海域の拡大と漁獲効率の大幅な向上をもたらした。このことは、漁船に動力機関（エンジン）が普及していない明治期では、従来からある蛸壺、延縄、巻網（揚繰網）や地曳網などの漁種にとって大きな脅威となった。そのため、愛知県では、明治3年から操業の排撃などの紛争が起き始め、明治25年には反対漁民による地方行政機関への乱入、警官隊との衝突といった「三州打瀬網騒動」の事件が起きた。当時、曳網が海底環境に影響し餌となる虫類・貝類が減少する、他漁法の漁具を傷め妨害している、乱獲によって水産資源と漁獲が減少しているなどの理由で、国・県に対して打瀬網漁の規制が強硬に求められ、これ対して、打瀬網漁民も陳情活動を展開して対抗したが、最終的には打瀬網の禁止を決定・実施した県もあった。
具体的には、明治15年に、和歌山県が県令により地先での打瀬網の操業を禁止した。続いて同19年3月に、愛知県、三重県、静岡県の3県が協議の上、「打瀬網と類似漁法を猶予期間3年で禁止」を布告し、これに対し打瀬網漁民は県庁や大臣へ陳情して対抗した。反対運動や陳情を受けて、明治24年、愛知県は、県令で「当分の間の延長」を決め、事実上禁止令を解除し、実施していない。一方、三重県は打瀬網禁止令を実行し、明治25年には福岡県と大分県と並んで、ほぼ全面禁止の状況にあった。このため、三重県の打瀬網漁民の中には、愛知県で登録し三重県沿岸で操業する者も現れた。
また、瀬戸内海沿岸では、明治10年代後半から20年代にかけて、福岡県、広島県、愛媛県（当時香川県を含み、明治21年に香川県が分離した。）、徳島県、山口県から打瀬禁止制限令が出されていた。しかし、広島県は、明治19年に打瀬網漁の禁止制限令を公布したが施行は見送り、そのまま延期して実施しなかった。

## 出稼ぎと移住
愛知県型の打瀬船（縦帆2枚）が各地に広まり、焼玉エンジンが搭載される等で、打瀬船の航行性能が高まると、各地の打瀬網漁は、次第に、地先の沿岸域から他の海域へ遠征して漁労をすることが多くなった。また、遠征先の漁師町には、他県船を受け入れる態勢を整える地域も現れた。
愛知県打瀬の「灘行き」と海外移住
例えば、愛知県打瀬は、明治30年代から遠州灘を漁場にするようになり、これを「灘行き」と称した。さらに朝鮮半島や能登沖の日本海、銚子沖、三陸沖に出漁する者もあった。また、当時の国策であった漁業面での海外進出に則り、愛知県が沿岸域での漁業紛争を避ける目的で、打瀬漁民の海外移民を推奨し、朝鮮半島南東部の麗水への移民が補助され、多数の漁師が打瀬船とともに移住（59戸，243名，打瀬船56隻）した。
内灘漁民の猿払への出稼ぎ
石川県内灘町では、明治20年代から北海道に鰊漁の出稼ぎに行くことが盛に行われ、これが足掛かりとなり、明治40年ごろからの猿仏村でのホタテ貝曳漁（桁網を曳く潮打瀬）につながり、出稼ぎや稚内への移住が増加した。その後、戦後になると乱獲が続き、昭和29年以降ホタテ貝の漁獲量が急減し、昭和38年以後は採算がとれず、翌39年には資源保護のため禁漁となり、幻のホタテ貝となった。内灘町からの出稼ぎ漁業の最後は、昭和31,32年頃である。
このホタテ貝漁の復活のきっかけは、昭和46年の猿払村のホタテガイ漁場造成事業による、大規模なヒトデの駆除(113トン) と種苗放流(15,600,000粒)、及び、昭和48年の種苗放流(60,000,000粒)である。貝の育成を3年間待って、昭和49年の漁獲量が1,674 トンにのぼり、それは計画の437トンの約3倍であり、栽培漁業によって資源枯渇の状態から脱している。
伊吹打瀬の「下行き」と長洲の海老舎
明治初期から昭和中期にかけて、大分県宇佐市の長洲（旧長洲町 (大分県)）で、打瀬網漁で獲れたアカエビを干物（商品名「カチエビ」）に加工し、中華料理の材料として神戸や長崎の貿易商を通じて中国や台湾に向け出荷した水産加工業者（通称「海老舎（エビシャ）」）が十数社生まれた。この海老舎の活動の最盛期は昭和10年前後とされ、当時は、愛知県型の打瀬船と焼玉エンジン付きの打瀬船が次第に増えていた頃で、長洲の海老舎を頼って、香川県の伊吹島や広島県横島等から長距離を打瀬船で遥々移動し、長洲の漁港を基地にして豊前海で季節操業を行う打瀬船が数多くあった。「海老舎」は、単なる水産加工業者ではなく、打瀬船を多数囲い込み、その漁獲したアカエビを全量買取り、漁師の生活や漁業のための資金の貸し付けなど金融の役割も果たし、さらに、季節操業にやってくる県外の打瀬船の受け入れを担った。大分県の農林技師が著した昭和14年の「豊前海振興調査資料」では、周防灘の打瀬網漁は、大分県200隻（内100隻は香川県広島県からの出稼漁船）、山口県300隻、福岡県60隻で合計約600隻となっており、このことから、昭和14年頃大分県に入ってくる打瀬網漁の他県船は、香川県と広島県からの約100隻であったことが判る。なお、香川県の伊吹島では、山口県や大分県へ打瀬漁で出稼ぎに行くことを「下行き」と呼び、大分県では、他県からの打瀬船を「他所船（よそぶね）」と呼んでいた。
横島打瀬の移住
打瀬網漁業が盛んであった広島県横島においては、愛知県型の漁船が用いられるようになると、エビの漁場が多かった周防灘方面まで航海し、帆打瀬を行うようになった。漁場に近い漁港に漁船を係留し、長期休暇期間に帰省する「出稼ぎ」の形態であったが、徐々に漁場に近い山口県や大分県に移住するようになった。
能地の「家船」と枝村
「家船」（えぶね）は、「小船を住まいとして家族が居住し、主として海産物の採取と販売に従事しながら常に一定の海域を移動・出稼する漁民」とされ、広島県豊田郡能地（旧豊田郡佐江崎村能地、前豊田郡幸崎町能地、現三原市幸崎町能地）の「船住まい」「夫婦船」（めおとぶね）をはじめ、筑前国鐘ガ崎（現福岡県宗像市鐘崎）の「アマ」、肥前国瀬戸（現長崎県瀬戸町、瀬戸が親村で平戸と五島が枝村。）の「家船」、豊後国津留集落（現大分県臼杵市）の「シャア」として、近世から近代にかけてそれぞれの漁港で多く見られた。その中で、鐘ガ崎の「アマ」については、ポルトガル人のイエズス会宣教師であったルイス・フロイスが、インド管区長サンドロ・バリニヤノに宛てた 1586年（天正14年）10月17日付の書簡の中で、「クリヨネが豊臣秀吉に謁見するために船で長崎を発ち、東上する途中で六、七艘の小さい漁舟（家船と思われる。）を見かけた。」とあり、すでに16世紀末に九州北部に現れていたことが確認される。また、能地は、「瀬戸内海漁業の発祥の地」とも言われ、出漁の際に「浮鯛抄」（由緒書）を持参し、漁業権の規制を受けずに広範囲に手繰網（小網）をしたことで知られ、瀬戸内海各地に多くの枝村（香川・岡山・愛媛・広島・山口・福岡・大分の7県、約100カ所を超える。）を形成していった。
この枝村の拡大は、江戸幕府が、ポルトガルやオランダ、中国（明・清）との長崎貿易等によって国内からの流出が危惧された金や銀、銅の代わりとして必要となった「俵物三品」（煎海鼠（いりなまこ／いりこ）・乾鮑（干鮑（ほしあわび））・鱶鰭（ふかひれ））と「諸色」（昆布・鯣（するめ）・鶏冠草（ふのり）・所天草（ところてんぐさ）（心太草、てんぐさ）・鰹節・干魚・寒天・干蝦・干貝）の海産物の供出を全国の浦々（漁村）に求めたことが強く影響した。18世紀末に松山藩の漁村にも、「俵物」の供出が厳しく課された。愛媛の一部の漁村では地元漁民が極めて少なかったので、これらの村々では、漂泊的出稼漁民を定着させることによって、地先漁場を確保しようとしていた。その上、過大な「俵物」の供出を幕府から求められ、能地をはじめとする「漂泊的出稼漁民」を自村に呼び寄せ、その生産力によって課せられた「俵物」の供出を補おうとしたため、能地（広島県三原市幸崎町）、二窓（広島県竹原市忠海町）、瀬戸田（広島県豊田郡瀬戸田町）、豊浜（広島県豊田郡豊浜村）、阿賀（広島県呉市）、吉和（広島県尾道市）、岩城（愛媛県）の漁民が、瀬戸内の各漁村に迎えられ、移住が進んだ。定住しようとする漁民は、住むための家屋や宅地、耕地（畑）を確保するため、海岸に近い裕福な地元農民を抱主に選定し、その操業する「がぜ網（藻打瀬）」で引き揚げられた海藻・魚介類のくず、それに下肥などが、肥料として抱主に提供された。
また、能地では、明治20年頃から手繰網漁から打瀬船による打瀬網漁へ切り替わり、明治末期には愛知県型打瀬船の導入が進んだ。これを契機に、家族ではなく若い漁師を雇って出漁する漁業が多くなり、大正期には石炭船や帆船運送業、行商船、陸での商売、工場労働者への転業等が進んだ。さらに、明治維新以後、納税の義務化、徴兵制や義務教育の徹底の方針のため政府から規制され、漁業権の手続きでも取り残されていった。そして、昭和40年頃には陸上への定住を余儀なくされて「夫婦船」による漁業が急速に消滅したと言われている。
戦争での軍事徴用
一方、日中戦争(1937年（昭和12年）～)では、国策上では食糧増産が使命であったが、愛知県の約100隻の大型打瀬船が揚子江での運搬のため軍事徴用され、そのほとんどが無傷で帰国したとのことである。太平洋戦争(1941年（昭和16年）～1945年（昭和20年))でも、同県の漁船がフィリピンの作戦で軍事徴用されたが、漁民・漁船ともに帰らなかったとのことである。

## 一条網の打瀬網漁
一条網の打瀬網漁では、袋網と船をつなぐ「引き綱」が左右2本あり、海中で袋網の網口を横方向に広げるために、船首と船尾から突き出した数メートルの棒（遣り出し）の先端から左舷側の海底へ、それぞれ6～70メートルの「引き綱」を伸ばし、その末端に袖網が付いた袋網を取り付けることで網口を広げ、風の力で船を右舷の方向に横滑りさせながら網を引く仕掛けとなっている。他方、「漕ぎ網」や「備前網」、「桁網」の漁で使用される比較的小型の袋網は、張竹（桁、ビーム）などを付けることで網口を広げる構造で、袋網と船をつなぐ「引き綱」は袋網ごとに1本となっている。
この一条網が、大阪湾（堺、岸和田を中心とする）から東海の三河湾をはじめ全国へ広がったのが、江戸末期から明治にかけてのことである。一方、小型の袋網を複数（3～7条）引く「備前網」の漁が、備前から伊勢湾に伝わったのは明治25年から32年とされ、このことから「一条網」の伝播が幾分早く「備前網」は遅れて広まったことがうかがえる。なお、「備前網」については、アカエビの漁獲が多く伊勢湾で急速に広まり、昭和の時代まで改良されながら受け継がれたことが示されている。最盛期の打瀬網漁の帆は、水平方向に5本前後の竹の支え(バテン)が入った伸子帆（木綿製ジャンク帆、スイシ帆）の構造を持ち、風の強弱に応じて帆の展開を調節するようになっていて、風のない時は操業ができない。
一条網の利点は、網入れと網揚げの作業がそれぞれ一度で済むこと、大きな袖網と大きな網口の構造と「遣り出し(棒)」の活用が非常に効率的な漁獲を実現したことである。

## 霞ヶ浦と八郎潟の帆曳網漁
淡水や汽水の湖沼での打瀬網漁としては、明治初期から昭和中期にかけて、霞ヶ浦と八郎潟で「帆曳網漁（帆引網漁）」が盛んに行われた。この「帆曳網漁」は、天保5年(1834年) に霞ヶ浦の新治（にいはり）郡佐賀村（現茨城県かすみがうら市）で生まれた漁師・折本良平が、明治13年(1880年)にシラウオ漁の省力化を目的に新しい帆装と漁法を考案して生まれた。考案された一条網の打瀬船は、使用する帆を大型の風帆1枚のみとし、霞ヶ浦では「帆曳船（ほびきぶね）」と呼ばれ風物詩として親しまれた。明治35年(1902年)の秋田県への移住者漁師・坂本金吉（歌手・坂本九の父方の祖父）によって八郎潟に伝わり、八郎潟ではこの船を「打瀬船」（オモキ造りの平底の潟船（かたぶね）を使用した。）と呼んだ。
この帆装と漁法の特徴は、真っ白で大型の1枚帆が船の全長を大きく超えるほど横広であったこと、帆柱（マスト）と帆桁は孟宗竹製であったこと、表層引き・中層引きができたこと、帆の上部にある帆桁から伸ばした3本の「つり縄」を海中の袋網に結び付け、帆全体と船体を風上側に傾けることで船の姿勢を安定させ、速力を上げて引き網ができたことである。
当初は上層引きのシラウオ漁を目的に創始され、やがて中層引きによるワカサギ漁用にも改良された。帆の構造が逆風帆走に不向きで、動力化する以前は風上へ進むための艪漕ぎに大きな労力を要した。1960年代以降、動力船によるトロール漁に置き換わって衰退し、霞ヶ浦では1971年に観光船の形で復活している。保存会の活動も活発で、文化遺産（無形民族文化財）の登録も行われている。

## 桁網と冬の打瀬網漁
網口に木製または鉄製の枠を付け、その枠の下部に鉄の爪を20～40本櫛状に並べて取り付けた袋網を桁網という。桁網を引く「桁打瀬漁」は、可能な限り多くの桁網を引き、主に冬季の操業によって、底棲のシャコ、エビ、カレイ、トリガイ、ホタテガイなどを漁獲した。通常、同時に8～10前後の桁網を引いたが、地域によっては、大型の打瀬船で20個ほどの桁網を同時に引くこともあった。
この桁網の大きさは、桁枠の高さが30センチメートル幅が130～150センチメートル前後で、船頭1人漁夫4人の合計5人で桁網20個を順次網入れし、帆走で曳網した後網揚げをし、獲った魚を選別しながら風上に船を戻し、再び網入れして曳網を始める。これを1から3時間毎に繰り返すもので、海水に濡れて冷たい風に晒されるこの作業は非常に過酷なものであった。

## 打瀬網漁の発展と衰退
打瀬網漁は、当初、画期的な能率漁法として全国に広まり、若狭湾、大阪湾、瀬戸内海、三河湾、伊勢湾、東京湾、有明海、八代海、霞ケ浦、仙台湾、八郎潟、野付湾などで広く利用され、昭和30年代後半まで内湾の平場で操業した花形だったが、船舶の輻輳（ふくそう）、内燃機関の普及などの環境の変化、非能率であったことから姿を消した。これに代わる形で、袋網を動力付き漁船で引く「小型底びき網」が操業されている。
北海道と九州の一部の地域では、歴史ある伝統漁法として現在も残っている。帆打瀬については、北海道の野付湾「尾岱沼」でホッカイエビ「ホッカイシマエビ」の漁法として使用されている。これはエビの生育に不可欠なアマモの繁殖場を傷つけないために行なわれているものである。また、鹿児島県出水市では、クマエビ漁のために「桁打瀬船」によって帆打瀬が行われている。また、熊本県芦北町計石ではアカアシエビ（クマエビ）などが獲れる打瀬網漁が盛んで「観光うたせ船」の営業を含め現在も操業されている。また、潮打瀬については、熊本県の天草有明海で速い潮流を利用した｢しお打瀬網｣が現在も行われている。